# Андреас Окопенко
Андре́ас Окопе́нко (нім. Andreas Okopenko; * 15 березня 1930, Кошиці, Словаччина — †27 червня 2010, Відень, Австрія) — австрійський письменник-авангардист українського походження. Писав німецькою мовою.

## Біографія
Народився в сім’ї українця й австрійки. Батько за фахом був лікар (певний час асистував визначним фізіологам Бехтерєву та Павлову), пізніше став дипломатом, діячем Української Народної Республіки, а після поразки української революції емігрував до Чехословаччини. Перед Другою світовою війною родина переїхала до Карпатської України (там, в ужгородській гімназії, де директором був Августин Волошин, юний Андреас під впливом поезії Шевченка почав віршувати), але з приходом угорців Окопенки виїхали до Відня. Наприкінці війни Андреас Окопенко потрапив до Гітлерюгенду (про це він розповів у автобіографічному романі «Кіндернаці»).
Після війни отримав вищу хімічну освіту, працював інженером на паперовій фабриці. Почав публікуватися 1949 року. Видавав літературний журнал, де друкував твори представників австрійського авангарду. Від 1968 повністю присвятив себе красному письменству. В поезії є прихильником так званої «конкретної поезії»; в прозі його піонерською працею є «роман-лексикон» «Lexikon — einer sentimentalen Reise zum Exporteurtreffen in Druden», виданий 1970 року, тобто майже за півтора десятиріччя до «Хазарського словника» Павича. Цей роман вважають першим зразком гіпертексту в художній літературі. Таку ж саму форму має і його роман «Метеорити» (1976). Попри експериментальну ексцентричність його творів, їм притаманні й деякі риси реалізму, в першу чергу завдяки любові автора до «світу речей» та блискучому вмінню ці речі описувати. У віршах він також не завжди притримується модерністської поетики, зберігаючи й традиційні поетичні форми (риму тощо).

## Українські переклади
Українською мовою поезії Окопенка перекладали Анатолій Мойсієнко та Олег Жупанський. Вони друкувалися в збірці «Двадцять австрійських поетів XX сторіччя» (Київ: Юніверс, 1998), в альманасі «Зерна» (2000, ч. 6/7), газеті «Літературна Україна» (14 грудня 2000), журналі «Кур’єр Кривбасу» (2002, № 152), а також в авторських поетичних збірках Анатолія Мойсієнка «Нові поезії» (Париж; Львів; Цвікау: Зерна, 2000), «Вибране» (Київ: Фенікс, 2006) та «З чернігівських садів. Нові сонети і верлібри» (2009, розділ «Галузки з віденського саду»).